# جهازة
الجَهَّازة، ويشيع باسم محضر الطعام، هو جهاز مطبخ يستخدم لتسهيل المهام المتكررة في تحضير الطعام. يشير المصطلح إلى جهاز يعمل بمحرك كهربائي.
تشابه الجهّازاتٍ الخلاطاتَ في العديد من الأشكال. فعادة ما تتطلب الجهازة القليل من السوائل أو لا يتطلب ذلك البتة، وحتى منتجاتها المفرومة جيدًا تحتفظ ببعض القوام. أما الخلاط فيتطلب كمية محددة من السائل حتى تتمكن الشفرة من مزج الطعام مزجًا صحيحًا كما أن ناتجها يكون أكثر سيولة. تُستخدم الجهازات للمزج والتقطيع إلى شرائح ما يسمح بإعداد الوجبات سريعًا.